# Konduki
Konduki (en rus: Кондуки) és un poble de l'óblast de Tula, a Rússia, segons el cens del 2010 tenia 119 habitants.